# Río Grijalva

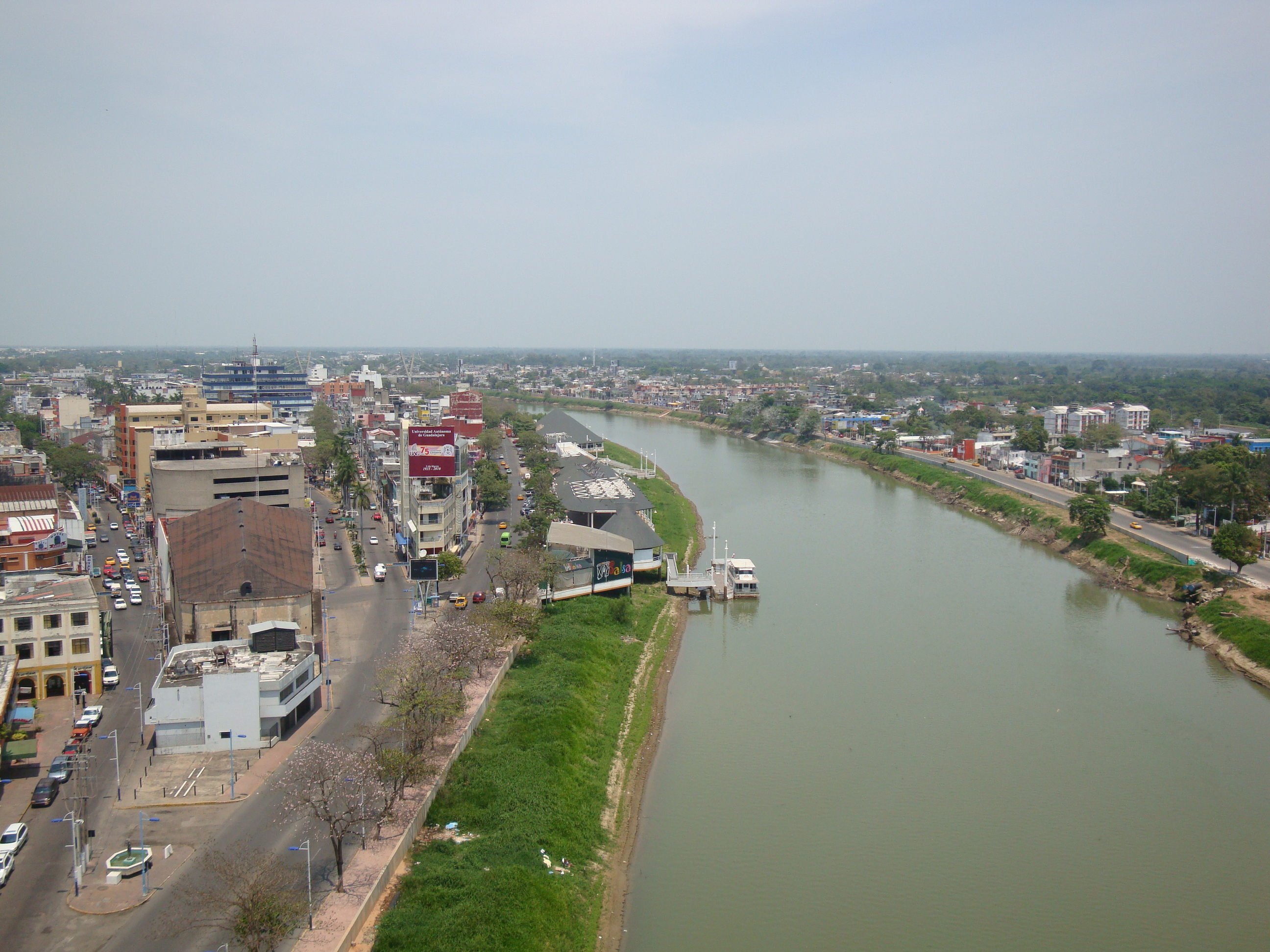
El río Grijalva a su paso por la ciudad de Villahermosa.

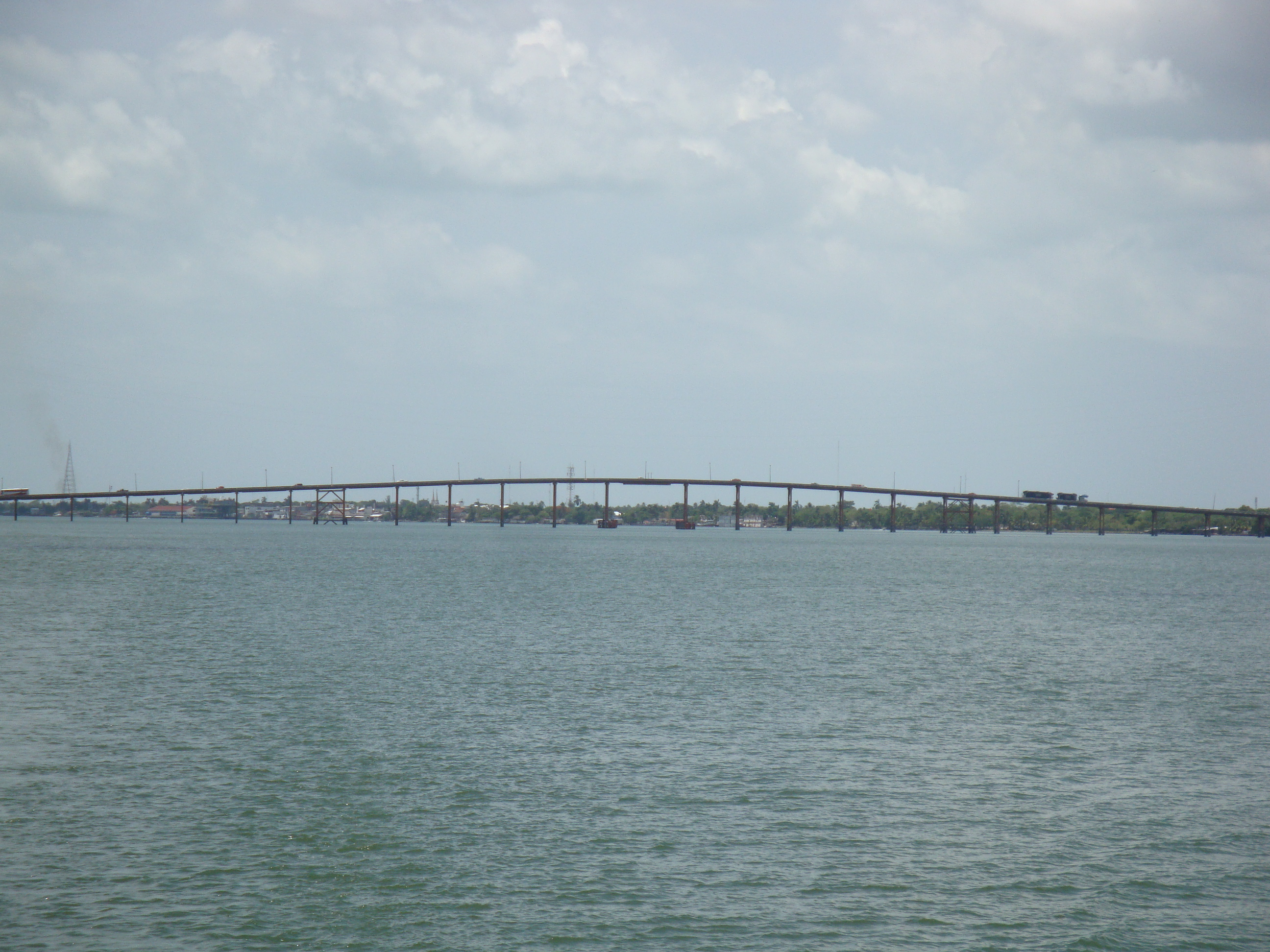
El puente Frontera, con 798 m de longitud, sobre las aguas del río Grijalva, en Frontera, Tabasco.

El río Grijalva o río Seleguá nace en la sierra de los Cuchumatanes en el departamento de Huehuetenango en Guatemala. En México también es conocido como río Mezcalapa, cruzando el sureste del país. Es el principal productor de energía hidroeléctrica en México. El río Grijalva junto con el Usumacinta son los ríos más caudalosos de México y Guatemala, corren por Chiapas y Tabasco y desembocan en el Golfo de México.
Este cuerpo de agua nace de la unión de los ríos Selegua, Grandagalpa (Rincón Tigre) y San Gregorio, que confluyen en el embalse de la Presa La Angostura; a partir de allí se le denomina Río Grijalva o Río Grande de Chiapas. 
Sus principales fuentes nacen en la sierra de los Cuchumatanes, en el municipio de Chiantla, la primera en Huehuetenango, Guatemala, a unos 70 kilómetros de la frontera de Ciudad Cuauhtémoc, en Chiapas. En Guatemala se llama Río Seleguá, es el río que al ingresar a territorio mexicano se convierte en el río Rincón Tigre, en Chiapas después de confluir con el río San Gregorio,  confluye con el río San Miguel (río Cuilco), continua discurriendo hacia el norte en donde forma el embalse de la presa de La Angostura, uno de los lagos artificiales más extensos de México, después de confluir con el río Rincón Tigre. El río cambia su curso de noroeste a norte hasta que llega a Tuxtla Gutiérrez en donde atraviesa la famosa falla geológica conocida como Cañón del Sumidero, en donde alcanza su máxima profundidad registrada antes de llegar al embalse de la Presa Chicoasén.
El río después de pasar por la Presa Chicoasén discurre de nuevo hacia el noroeste hasta entrar en el embalse de la Presa Netzahualcoyotl (Malpaso), es aquí en donde recibe uno de sus principales afluentes, el Río La Venta, para luego de nuevo girar hacia el norte y luego de pasar por la localidad de Rómulo Calzada entra en el embalse de la Presa Peñitas en donde recibe a otro gran afluente el Río Ostuacan. Posteriormente, sirve de límite estatal entre los estados de Chiapas y Tabasco, para finalmente adentrarse en el estado de Tabasco después de pasar por la comunidad de San Manuel.
En 1675, este río fue desviado hacia el este cerca de la localidad de Nueva Zelanda a través del río Viejo Mezcalapa dividiendo nuevamente los estados de Chiapas y Tabasco y adentrándose en este último para seguir hacia la ciudad de Villahermosa, Tabasco, en donde se le une el cauce del río La Sierra, para después unirse al verdadero río Grijalva, y junto con el caudal del Usumacinta desembocaba en el golfo de México a través de la barra de Frontera.
En su desembocadura el río Grijalva forma un amplio delta pantanoso llamado Pantanos de Centla, que también alimenta el río Usumacinta, que enlaza con el tramo final del Grijalva, ambos ríos forman un impresionante delta con una descarga conjunta de 125 000 millones de metros cúbicos, que representan el 35 % de las corrientes de México, por lo que está considerado como el sistema más importante de Norteamérica y Centroamérica y tiene el séptimo lugar a nivel mundial.
El río Grijalva está formado por dos ríos diferentes en su origen: el río Grijalva y el río Grande de Chiapas, ya que en la década de 1950, la Secretaría de Recursos Hidráulicos uniformó todo el sistema dándole el nombre oficial de río Grijalva-Mezcalapa, y considerando los dos ríos en uno solo llamándolos Grijalva (desde la ciudad de Villahermosa hasta la desembocadura en el golfo de México) y Alto Grijalva (localizado en Chiapas).[cita requerida]

## Historia

Expedición de Juan de Grijalva 1518. Descubrimiento por los europeos del hoy llamado río Grijalva.

Desde tiempos inmemoriales, el río Tabasco o Tavasco, como los mayas chontales conocían el río, fue parte importante del desarrollo de los pueblos asentados en esta región de Mesoamérica, ya que por él se desarrollaba un intenso intercambio comercial; las canoas indígenas traían y llevaban mercancías, lo que lo hizo una pieza clave en el comercio de las diversas provincias y señoríos mayas de las tierras bajas con los mayas de las sierras de Chiapas y Guatemala, así como con los pueblos de la península de Yucatán. 
Los primeros europeos en llegar al río Grijalva original (en ese entonces llamado Tabasco) fueron los integrantes de la tripulación del capitán Juan de Grijalva que, el 8 de junio de 1518, arribaron a su desembocadura y por ello lleva ese nombre. Se dice que el marino y piloto español Antón de Alaminos fue el primer europeo en verlo, como menciona la crónica del capellán Juan Díaz, que acompañaba a Grijalva en la expedición:

Comenzamos a 8 días del mes de junio de 1518 y yendo la armada por la costa, unas seis millas apartada de tierra, vimos una corriente de agua muy grande que salía de un río principal, el que arrojaba agua dulce cosa de seis millas mar adentro. Y con esa corriente no pudimos entrar por el dicho río, al que pusimos por nombre el río de Grijalva. Nos iban siguiendo más de dos mil indios y nos hacían señales de guerra, este río viene de unas sierras muy altas y esta tierra parece ser la mejor que el sol alumbra; si se ha de poblar más, es preciso que se haga un pueblo muy principal: llamase esta provincia Potonchán.
Juan Díaz: Itinerario de la Armada, 1518

Grijalva decidió entrar por el río y llegó hasta la población maya de Potonchán, entrevistándose con el cacique maya Tabscoob, por cuyo nombre, los españoles bautizaron la provincia con el nombre de Tabasco. Un año más tarde, en 1519, entraba navegando por este río, el conquistador español Hernán Cortés quien es recibido por los indígenas en forma hostil, llevándose a cabo la batalla de Centla, en la que resultaron vencedores los españoles. Por lo que Hernán Cortés decide fundar en la margen izquierda del río Grijalva la villa de Santa María de la Victoria, que sería la primera población española en la Nueva España.
El río Tabasco fue nombrado Grijalva así en la sección explorada por Juan de Grijalva desde el delta, y comprendía hasta la villa de San Juan Bautista (fundada en 1564, hoy la capital, Villahermosa, que se ubica sobre la margen izquierda del río). Comúnmente se lo confunde con el río homónimo de Grande de Chiapas, nombrado posteriormente en honor del conquistador, pero en el que nunca navegó.
En el siglo XVI, los dos ríos estaban muy bien definidos, el Grijalva llamado por los indígenas Tabasco, atravesaba la parte central del estado de Tabasco y desaguaba en el río Usumacinta, este a su vez lo hacía originalmente en el golfo de México por la barra de Frontera en el hoy municipio de Centla, Tabasco. Mientras que el cauce principal del río Mezcalapa llevaba el nombre indígena de Mazapa, y los marineros españoles le llamaron Dos Bocas, pues desembocaba, también en el golfo, en forma de dos bocas en la barra del mismo nombre, hoy municipio de Paraíso (Tabasco).
En el año de 1557, iniciaron las incursiones piratas en las costas del estado de Tabasco, ocasionando muchos problemas a las poblaciones costeras. Sin embargo, los filibusteros no se conformaron con eso, sino que aprovecharon los cauces de los ríos Grijalva y Mezcalapa para penetrar tierra adentro, convirtiéndose en un verdadero azote para las poblaciones de la provincia de Tabasco. Los piratas entraron por el río Grijalva hacia las poblaciones de Santa María de la Victoria, en ese tiempo capital de la provincia, y San Juan Bautista, la cual destruyeron en varias ocasiones. Esto propició que algunos habitantes de la villa, cansados de los ataques piratas, remontaran el río Grijalva y 24 leguas río arriba, fundaran en 1564 la población de San Juan Bautista, que en 1641 fue nombraba capital de la provincia de Tabasco.
Sin embargo, los piratas remontaron el río y llegaron hasta San Juan Bautista la que saquearon, destruyeron e incendiaron en varias ocasiones, obligando en 1677 a las autoridades españolas de la provincia a cambiar nuevamente la capital ahora a la villa de Tacotalpa.
Los piratas también aprovecharon el cauce del río Mezcalapa o Dos Bocas, por el que entraron atacando a las poblaciones de la Chontalpa como Xalpa, Nacajuca, Huimango, Tucta, Tecoluta, Mazateupa y muchas otras.
Más tarde, en el siglo XVII, en el año de 1675, este tramo del río Mezcalapa, en la llanura tabasqueña, fue desviado por los indígenas, hacia el oriente en el punto conocido como Chico Pardo (hoy Nueva Zelanda), para evitar que los piratas continuaran entrando a territorio tabasqueño y azotaran las poblaciones de la Chontalpa las cuales ya casi se habían despoblado, y de esta manera se unió al original río Grijalva, constituyéndose desde entonces en tributario del río Grijalva y formando una sola corriente con él.
Desde el siglo XVIII esta nueva corriente formada por los dos ríos originalmente diferentes, tomó el nombre de río Mezcalapa y, en la década de 1950, la Secretaría de Recursos Hidráulicos uniformó todo el sistema dándole el nombre oficial de río Grijalva-Mezcalapa.
El cauce original por el que corría antes de ser desviado el río Mazapa-Dos Bocas y que pasa frente a las poblaciones actuales de Comalcalco y Paraíso, empezó a desecarse y por ello tomó el nombre de «río Seco».

## Cauce del río Grijalva
Se conoce con el nombre de río Grijalva, a dos ríos diferentes en su origen, pero que en la actualidad fueron unificados, considerándolos como uno solo:

### Río Grijalva
El río Grijalva original se forma con corrientes que nacen en la sierra norte de Chiapas, y que ya en Tabasco reciben los nombres de Pichucalco, Teapa, Oxolotán, Amatán y Tacotalpa, los cuales al unirse forman el río La Sierra, este río atraviesa la parte central del estado de Tabasco de sur a norte, y posteriormente recibe las aguas del llamado río Viejo Mezcalapa, y es desde esta intersección que recibe el nombre de Grijalva, luego atraviesa la ciudad de Villahermosa y finalmente desemboca en el golfo de México en la barra de Frontera, en el municipio de Centla.

### Río Grande de Chiapas

Desembocadura de la cuenca baja del Grijalva-Usumacinta en el.

Dentro de los tres ríos mayores que se desaguan en el golfo de México nombra el historiador mexicano, Francisco Xavier Clavijero 1731-1787, en su Historia Antigua de Megico:

El Chiapan tiene su origen en las montañas Cuchumatanes, que separan la diócesis de Chiapan de la de Guatemala, atraviesa la provincia de su mismo nombre, y desemboca en la de Onuhualco. Los españoles la llamaron Tabasco, nombre que dieron también a la estension de pais que una la península de Yucatán con el continente mexicano. También lo llamaron Grijalva, en honor del comandante del primer egército español que lo descubrió.
Historia Antigua de Megico, Edicion Londres, R. Ackermann, Strand y en Megico 1826, pag. 8 y 9.

El río Grande de Chiapas, ahora conocido como Alto Grijalva, a su vez, nace en la sierra de los Cuchumatanes en Guatemala. Se forma por la unión de los ríos San Gregorio y San Miguel, los cuales cruzan por separado la frontera entre México y Guatemala, y al unirse constituyen el río Grande de Chiapas o Alto Grijalva. El río cruza la depresión central de Chiapas y la Zona Metropolitana de Tuxtla Gutiérrez, en su curso medio, este río atraviesa el famoso cañón del Sumidero. Posteriormente, gira hacia el norte entrando a la llanura tabasqueña donde recibe el nombre de río Mezcalapa y pasa a un costado de la ciudad de Huimanguillo. Más adelante, tuerce su curso hacia el oriente justo en el punto conocido como Nueva Zelanda y que fue donde en 1675 los indígenas desviaron su curso, ya que originalmente, el Mezcalapa continuaba hacia el norte desembocando en el golfo de México por la Barra de Dos Bocas.
Siguiendo la misma dirección hacia el oriente, nace un ramal en donde se forma el río Samaria que actualmente lleva la mayor parte del caudal del río Mezcalapa aproximadamente 1100 metros cúbicos de agua por segundo, el cual gira hacia el norte desaguando al golfo de México por la Barra de Chiltepec. El Mezcalapa también continúa su camino hacia el oriente, y pocos kilómetros antes de llegar a la ciudad de Villahermosa, se divide en dos corrientes, una, la de mayor cauce, toma el nombre de río Carrizal, y otra de menor cauce llamada río Viejo Mezcalapa, el primero circunda la ciudad por el norte, mientras que el segundo lo hace por el sur. Ambas corrientes, se unen al Grijalva justo en la ciudad de Villahermosa.

## Cuenca del río Grijalva
La cuenca del río Grijalva se localiza en el sureste de la República Mexicana y administrativamente comprende los estados de Tabasco y Chiapas, contando con una extensión de 51 569 km² La región hidrológica del Grijalva está integrada por dos subregiones llamadas Alto Grijalva y Bajo Grijalva, así como por tres subcuencas: Alto Grijalva, Medio Grijalva y Bajo Grijalva. La precipitación de la región es la mayor del país y una de las más altas del mundo. Su media anual es de 2143 mm, 2.6 veces el promedio nacional, llegando en algunos lugares como la región de Teapa, Tabasco hasta los 4000 mm al año.

### Alto Grijalva
El llamado Alto Grijalva comprende la sección del río que va desde su nacimiento en el departamento de Huehuetenango, Guatemala, hasta la presa La Angostura y comprende un área de 9643 km². En esta región, el Grijalva deja las montañas de Guatemala y se interna en territorio mexicano por el estado de Chiapas, atraviesa las montañas de la Sierra Madre del Sur y la depresión central de Chiapas, en donde se localizan las principales presas hidroeléctricas del sistema. El río continúa su recorrido y llega a la presa La Angostura.

### Bajo Grijalva
Se conoce como subcuenca del Bajo Grijalva al recorrido comprendido entre la ciudad de Villahermosa hasta la desembocadura al golfo de México en la Barra de Frontera, Tabasco. Es la mayor y más importante de Tabasco con un área de 21 780 km². En su recorrido por la llanura tabasqueña, el Mezcalapa, pasa a un costado de la ciudad de Huimanguillo y posteriormente, tuerce al oriente desprendiéndosele un ramal llamado río Samaria, continúa hasta dividirse en dos grandes corrientes localizadas a unos pocos kilómetros de la ciudad de Villahermosa, la capital de Tabasco. La corriente más caudalosa recibe el nombre de río Carrizal y la de menor caudal se llama río Viejo Mezcalapa, ambas corrientes circundan la ciudad de Villahermosa y se unen al Grijalva original.
Dentro de los ríos que forman parte de esta subcuenca se encuentran: río Chilapilla, río Carrizal. río Samaria, río Cunduacán y río Cucuxuchapa, y río Viejo Mezcalapa, río de la Sierra, río Tacotalpa, río Chilapa, río Almendro, río Puxcatán, río Macuspana y río Tabasquillo.
En este último tramo, el Grijalva recibe las aguas de numerosos ríos, arroyos y lagunas de la planicie tabasqueña internándose en la reserva de la biosfera Pantanos de Centla el humedal más importante de la América Setpentrional, y uniéndose a las aguas del río Usumacinta y del San Pedrito en la zona conocida como Tres Brazos, para que 7 km después, la gran corriente formada por los dos ríos más caudalosos de México, desemboque al golfo de México por la barra de Frontera.

## Delta Grijalva - Usumacinta

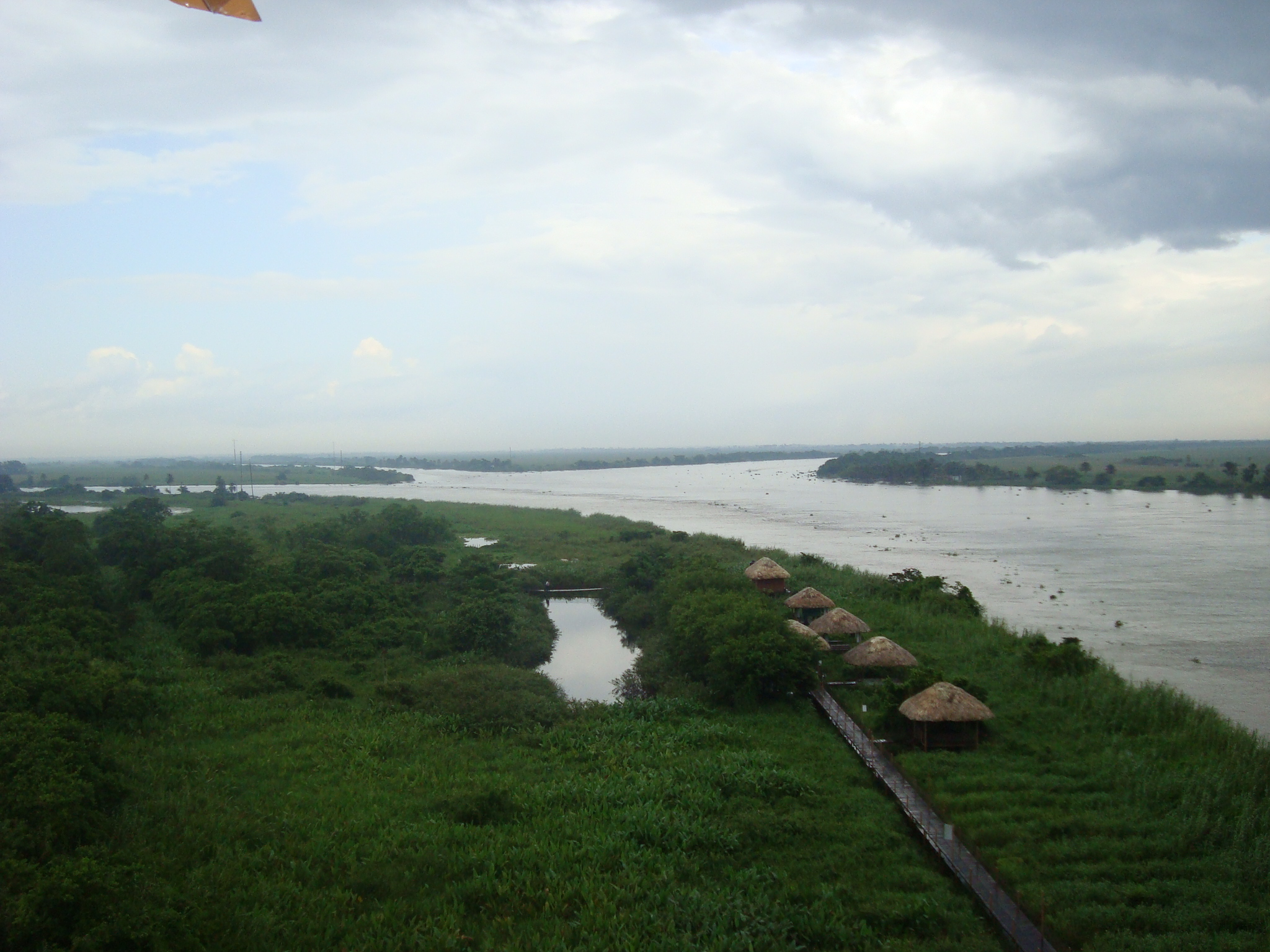
Estación «Tres Brazos» en la Confluencia de los ríos Grijalva, San Pedrito y Usumacinta, en la reserva Pantanos de Centla, en Tabasco.

El gran delta del sistema Grijalva-Usumacinta está integrado por una rica zona de tierras bajas, pantanos y humedales en el occidente de Tabasco que integran la reserva de la biosfera Pantanos de Centla, esta es la mayor área de invernación de aves acuáticas del Golfo de México. La enorme variabilidad de los niveles del agua ocasionada por las lluvias torrenciales que se precipitan entre junio y septiembre, forman miles de lagos y pantanos ricos en alimentos para una verdadera multitud de aves y animales acuáticos. Los humedales del delta del Grijalva-Usumacinta albergan cuatro o cinco grandes colonias de anidación que se han estimado cada una en 50 000 parejas de aves. Entre ellas la rara cigüeña jabirú, el ave voladora más grande de América (mide 1.5 m de altura y tiene una envergadura cercana a los tres metros).
Dentro de los Pantanos de Centla, el Grijalva con un desfogue de 27 013 hm³/año, se une con el Usumacinta cuyo caudal es de 55 832 hm³/año (esto sin contar los caudales de los ríos Carrizal, Chilapa, Chilapilla, San Pedro y Chacamax), formando un importante delta con una extensión de 3500 km²] en la reserva de la biosfera Pantanos de Centla.
El caudal del río Grijalva-Mezcalapa y la del Usumacinta juntos, arroja al mar 5250 m³/s, y en el clímax de la temporada lluviosa, se alcanzan hasta los26 000 m³/s. Por su nivel de descarga, el delta Grijalva - Usumacinta, está considerado como el sistema más importante de Norteamérica y Centroamérica y tiene el séptimo lugar a nivel mundial.

## Aprovechamiento hidroeléctrico
El control de los ríos para regular avenidas y generar energía fue objeto de un vasto programa que contempló la construcción de presas gigantes en varios puntos de las cuencas altas. En una primera etapa, este programa se propuso el control y la regulación del sistema del río Grijalva. En su cauce medio, en el estado de Chiapas, se han construido las plantas hidroeléctricas más importantes del país que son, de oriente a poniente: la presa Angostura o Belisario Domínguez (construida en 1976), y que es la mayor presa de México; la presa Chicoasén (construida en 1980), que tiene la cortina más alta del país, con 261 m; la presa Malpaso o Netzahualcóyotl (construida en 1966); y la presa Peñitas (inaugurada en 1987) que es la presa más pequeña del sistema Grijalva - Mezcalapa.
De estas presas solo La Angostura y Malpaso fueron diseñadas para regular avenidas y la capacidad de ambas es de 11 400 Mm. En cuanto a la generación de energía, la capacidad instalada de las presas localizadas en el sistema Grijalva - Mezcalapa es de 3907 MW y corresponde al 40.3 % de la capacidad hidroeléctrica nacional y al 52 % de la energía generada por las plantas hidroeléctricas del país que es de 12 817 GWh.

## Inundaciones en Tabasco
En la última semana de octubre de 2007, las intensas lluvias provocaron que el nivel de embalse de las presas anteriormente mencionadas se incrementara más de 1 m sobre su nivel crítico, lo que al desembalsar provocó una de las peores inundaciones de Tabasco y poblaciones aledañas, dejando a más de un millón de damnificados.
Nuevamente Tabasco sería afectado por una serie de inundaciones.